# Марк Салвий Отон (претор)
Марк Салвий Отон (на латински: Marcus Salvius Otho) е сенатор и политик на Римската империя. Той е дядо на бъдещия император Отон.
Фамилията му Отон произлиза от южно-етруския Ферентиум. Той е първо конник и пръв от фамилията е приет в Сената. През 8 г. Ливия му помага да стане Магистър на Монетния двор и след това претор.

## Деца
- Луций Салвий Отон (суфектконсул 33 г.), женен за Албия Теренция, произлизаща от фамилията Теренции, става патриций и баща на:
  - Марк Салвий Отон, бъдещия император Отон (69 г.)
  - Луций Салвий Отон Тициан (консул 52 г.), женен за Кокцея, сестра на император Нерва
  - Салвия, сгодена преди да порастне за Друз Цезар, вторият син на Германик и Агрипина Старша